# Harald Zwart
Harald Johan Zwart, född 1 juli 1965 i Nederländerna, är en norsk regissör och manusförfattare. 

## Biografi
Zwarts pappa, läkaren och tonsättaren Dick-Jan Zwart, kommer från Nederländerna och mamman, läkaren Kirsti (Begby) Zwart, från Fredrikstad i Norge. När han var 12 år avled hans mamma. Trots detta kom han att växa upp i Norge. Han studerade regi vid den nederländska filmakademin i Amsterdam. Efter studierna arbetade han med kortfilm, reklamfilm och musikvideor. 
Hans första långfilm som regissör var Hamilton från 1998 med Peter Stormare i titelrollen. Den filmen blev även Zwarts biljett till Hollywood.
Han är den förste norrman som blivit medlem i Directors Guild of America (DGA).
Han var medproducent till den norska skräckkomedin Död snö 2009.

## Filmografi i urval

### Som regissör
- 1998 – Hamilton
- 2001 – En sen kväll på McCool's
- 2003 – Agent Cody Banks
- 2006 – Långa flacka bollar
- 2008 – Långa flacka bollar II
- 2009 – Rosa pantern 2
- 2010 – The Karate Kid
- 2013 – The Mortal Instruments: Stad av skuggor
- 2014 – The Mortal Instruments: Stad av aska[6]

### Som manusförfattare
- 2004 – Agent Cody Banks 2: Destination London

### Som producent
- 2006 – Långa flacka bollar
- 2008 – Långa flacka bollar II
- 2009 – Död snö (exekutiv producent)